# (37777) 1997 GE32
1997 جي إي 32 (ويعرف أيضًا باسم (37777) 1997 جي إي 32 وفق تسمية الكوكب الصغير) (بالإنجليزية: 1997 GE32)‏ هو كويكب ضمن حزام الكويكبات؛ وترتيبه 37777 من حيث الاكتشاف.
اكتُشف هذا الجُرم الفلكي بواسطة أنخيل لوبيز خيمينيز في 12 أبريل 1997.

## وصلات خارجية
- (37777) 1997 GE32 في قاعدة بيانات مختبر الدفع النفاث لأجرام النظام الشمسي الصغيرة

- الاكتشاف · مخطط المدار ·  العناصر المدارية · المعلمات المادية

- (37777) 1997 GE32 على موقع ويكي سكاي: DSS2, SDSS, GALEX, IRAS, Hydrogen α, X-Ray, Astrophoto, Sky Map, Articles and images